# Donika
Donika je ženské jméno řeckého původu. Pochází ze jména Andronika, které znamená vítězství člověka. Svátek slaví dne 28. prosince. S největší hustotou se toto jméno vyskytuje v Albánii, kde je 63. nejčastějším jménem a žije zde přibližně 5 277 nositelek, v menší míře také v Kosovu, Bulharsku a Řecku.

## Domácké podoby
Mezi domácké podoby křestního jména Donika patří Dona, Donča, Doňa, Donička, Donuška, Dóňa a Nika.

## Významné osobnosti
- Donika Bashota – švédsko-kosovská tenistka
- Donika Emini – kosovská Miss roku 2013
- Donika Gërvalla-Schwarz – kosovská politička
- Donika Grajqevci – kosovská fotbalistka
- Donika Kastrioti – albánská šlechtična z rodu Kastriotů
- Donika Kelly – americká básnířka, akademička a profesorka